# サビス川の戦い
サビス川の戦い（サビスがわのたたかい、フランス語：Bataille de la Sambre）は、紀元前57年にベルガエ人系ネルウィ族出身のボドゥオグナトゥス(Boduognatus）をリーダーとするガリア人と共和政ローマのガリア総督ガイウス・ユリウス・カエサルの間で行われたガリア戦争中の戦いである。

## 経過

### 最強硬派・ネルウィイ族
アクソナ川の戦いでスエッシオネス族ら多くのベルガエ人が降伏したものの、ボドゥオグナトゥスをリーダーとするネルウィ族を中心に、アトレバテス族、ウィロマンドゥイ族及びアトゥアトゥキ族は依然としてカエサルへの抵抗を続けており、カエサルは軍を率いて、主力格となるネルウィ族の領土へと向かうこととなった。ネルウィ族はベルガエ最強部族の一つと目され、葡萄酒等の嗜好品を受け入れず、商人も一切入国させない種族で、歩兵を主体とした軍を持っていた。
カエサル率いるローマ軍は8個軍団の兵42,000（歩兵・弓兵・騎兵の総計）であったのに対して、ベルガエ連合軍は30万人とも言われた総人口から編成された25,000の兵であった。ベルガエ人は森の中に伏兵を多数忍ばせ、非戦闘員はローマ軍が侵入できない湿地帯へ避難させていた。

### 開戦まで
カエサル軍は、ネルウィ族の領土を3日間ほど進んだところで、ベルガエ人らの軍勢の情報を把握し、ローマ軍は一旦陣営設営に無難な場所を選び、戦いに備えて陣を張った。しかし、ローマ軍中にいたガリア人捕虜の数名はベルガエ人へ内応しておりローマ軍の情報を伝えていた。即ち、各ローマ軍団の間には輜重部隊が入り、前後の軍団は輜重部隊を守りながら行軍している為、輜重部隊を襲撃し敗走させて、物資を略奪出来るならローマ軍の士気を大いに挫くことができるというものであった。
ネルウィ族はサビス川（現：サンブル川）の南側（カエサル軍の反対側）の丘上に陣を構えて、ローマ軍を待ち受けており、ウィロマンドゥイ族とアトレバテス族も軍勢に合流していた。アドゥアトゥキ族は到着していなかったものの、ネルウィ族らに合流すべく、サビス川へと進軍していた。
その後、ネルウィ族らの陣へ向けて行軍したローマ軍であったが、内応したガリア人が伝えた陣組みでは無く、騎兵部隊が先頭、ローマ軍団の内でベテラン主体の6個軍団が続き、その後ろに全軍の輜重部隊を一纏めにし、新兵や経験の浅い兵隊で構成された第13及び第14軍団が殿となって輜重部隊を護衛する形であった。先行した6個軍団はサビス川を渡ると、陣地の組み立てに入る者、食糧を求めて探しに回るものに分かれた。なお、更に先行していた騎兵部隊や弓兵はベルガエ人との間で小競り合いを起していたものの、後続の6個軍団と連携は無く、ベルガエ人も森の中へ逃亡して付け入る隙を与えなかった。

### 会戦序盤

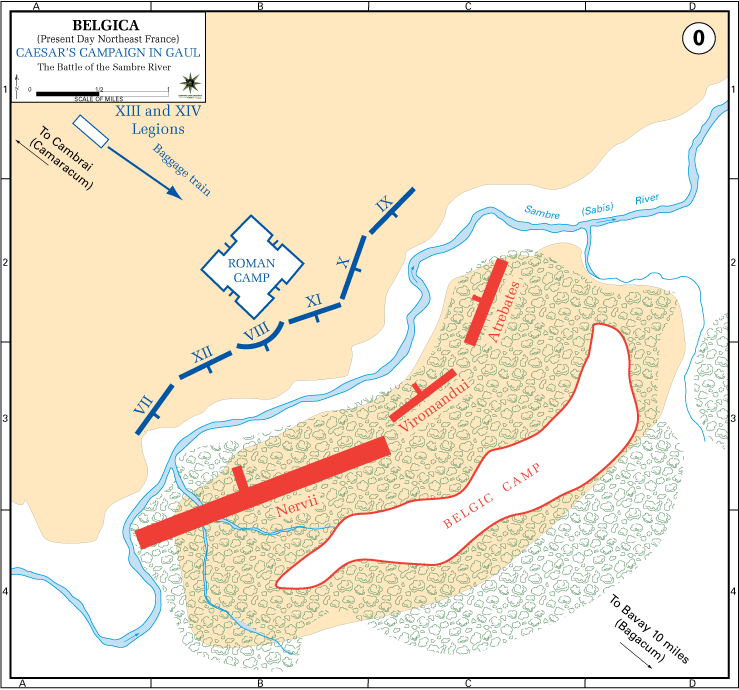
サビス川の戦い・両軍布陣図
ローマ軍
ベルガエ人連合軍

ローマ軍の輜重部隊の先頭がサビス川を渡り岸へ付くや否や、森の中で待機していたベルガエ人の一部隊は輜重部隊目がけて全軍を突入させ、応戦したローマ騎兵部隊を瞬く間に圧倒した。ベルガエ人は戦闘体制に入っていなかったローマ軍団（6個軍団）へも襲い掛かったが、ローマ軍は長年の実戦による知識と経験、及びカエサルが各軍団を率いるレガトゥス（総督代理）に陣地が完成するまでは持ち場を離れないように指示を出していた為、指揮をとるべきレガトゥスが駐屯しており、各レガトゥスが夫々の判断のもとに各軍団に的確な指示が行えた為、全軍が崩壊状態に陥ることは避けられた。とは言え、ベルガエ人側に地の利は大きい一方で、ローマ軍は夫々が連携することなく、個別にベルガエ人と抗戦しており、単に生存の為の戦いに過ぎなかった。輜重部隊の更に後方にいる第13軍団（en）と第14軍団はサビス川の向こう側におり、参戦することは出来なかった。

### 会戦中盤
カエサルは最小限の指示を各軍団へ送った後に、第10軍団へ向かった。ティトゥス・ラビエヌスが率いた第9軍団および第10軍団は戦線の最左翼でアトレバテス族の軍勢と戦った末にアトレバテス族を撃破したものの、アトレバテス族は後退して戦線を立て直してローマ軍と戦線を維持した。第8軍団と第11軍団（en）は戦線中央でウィロマンドゥイ族と対戦して戦線を維持し、ウィロマンドゥイ族の勢いを押し留めた。
一方で、戦線右翼の主力ネルウィ族は伏兵部隊の攻撃で身動きが取れなかったローマ第7および第12軍団の側背を衝くべく行軍し、その途上でベルガエ人の最初の攻撃で撃退したローマ騎兵部隊を更に蹴散らし、部隊を構成していた奴隷やヌミディア投石部隊らは散り散りに逃げた。
ネルウィ族は第7軍団、第12軍団（en）を攻撃して両軍団を追い詰めた。特に第12軍団は全ての兵士が固まって、戦闘を相互に邪魔したこともあって、ケントゥリオ（百人隊長）の多くが戦死、プリムス・ピルスを含む全てのケントゥリオが負傷した。カエサルは第12軍団の陣営へ盾も持たずに駆けつけ（到着後に一人の軍団兵の盾を奪い取ったが）、ケントゥリオの名前を一人ずつ呼び、最前線に立って残りの兵士らを鼓舞した。また、円形型に陣を構えて、戦線の間隔を空けるよう指示した。

### 会戦終盤
戦線左翼でアトレバテス族に打ち勝った第10軍団は、サビス川の南にあった丘上のベルガエ人陣地を襲撃して、これを占領した。また、遅れていた第13及び第14軍団がサビス川を渡って戦線へ到着しつつあったことでベルガエ人の注意がそちらへ引き付けられた。
ラビエヌスは自ら率いる2個軍団の内、第10軍団に対して、カエサル自らが指揮する第12軍団とネルウィ族が戦っている右翼が混戦状態であったため、ネルウィ族の軍勢を攻撃するよう指示、それを受けて第10軍団は丘の上から駆け下りて後背からネルウィ族を攻撃した。また、第12軍団と第7軍団も反転してネルウィ族を激しく攻め立てた。さらに、輜重を護衛して遅れていた第13軍団と第14軍団もサビス川を渡って全てのローマ軍が揃うと、ネルウィイ族やウィロマンドゥイ族らベルガエ人を包囲して、多くのベルガエ兵を殺害した。 
ネルウィ族は、戦死した仲間の屍の上に立ってローマ兵と戦ったように激しく抗戦したものの壊滅状態に陥り、残兵は戦場から散り散りに逃れていった。ネルウィ族が壊走したのを受け、第11軍団と第8軍団もウィロマンドゥイ族を撃破した。
ガリア戦記によると、ネルウィ族は60,000名いた戦闘員の内で500名、600名いた戦闘指揮官のうちで30名が僅かに生き残ったのみになったとされ、湿地帯に隠れていたネルウィ族及び戦場から逃れた兵士らはカエサルへ降伏し、カエサルもこれを受け入れた。

### アトゥアトゥキ族征討
サビス川へ向かっていたアトゥアトゥキ族はネルウィ族らが敗北したのを知って、自らの領土の中で最も堅牢な城市へ財産や食糧を持ち込んで、ローマ軍に対して籠城を試みたものの、ローマ軍の攻城兵器を見て抵抗する意欲を失って、ローマへの降伏を申し出た。カエサルはアトゥアトゥキ族から全ての武器を差し出すように命じたが、アトゥアトゥキ族は一部の武器を隠し持ち、ローマ軍の隙をみて、蜂起したものの、ローマ軍によって鎮圧され、4,000名が殺害された。残りの53,000名は全て奴隷として商人へ売られた。
これによってベルガエ人の大反乱はローマ軍の勝利となり、カエサル自身も「全ガリアは平和となった」とガリア戦記で記したようにガリアはローマの支配下に入ったかに思われたが、ガリア戦争は終結まで6年間続くこととなった。